# Δ18O
δ18O أو دلتا-O-18، هو مقياس لانحراف نسبة النظائر المستقرة الأكسجين-18 (18O) والأكسجين-16 (16O) في الكيمياء الجيولوجية وعلم المناخ القديم وعلم المحيطات القديمة. يُستخدم عادةً كمقياس لدرجة حرارة هطول الأمطار، وكمقياس للتفاعلات بين المياه الجوفية والمعادن، وكمؤشر للعمليات التي تُظهر التجزئة النظيرية، مثل توليد الميثان. في علوم الحفريات القديمة، تُستخدم بيانات 18O:16O من المرجان والمثقبات والعينات اللبية الجليدية كمقياس لدرجة الحرارة.
يتم تعريفه بأن الانحراف "بنسبة ألفية" (‰، أجزاء من الألف) بين العينة والمعيار:
بحيث يكون للمعيار تركيبة نظيرية معروفة، مثل معيار فيينا لمياه المحيط (VSMOW). يمكن أن تنشأ التجزئة من التجزئة الحركية أو متوازنة أو مستقلة عن الكتلة.